# Thomas Hell

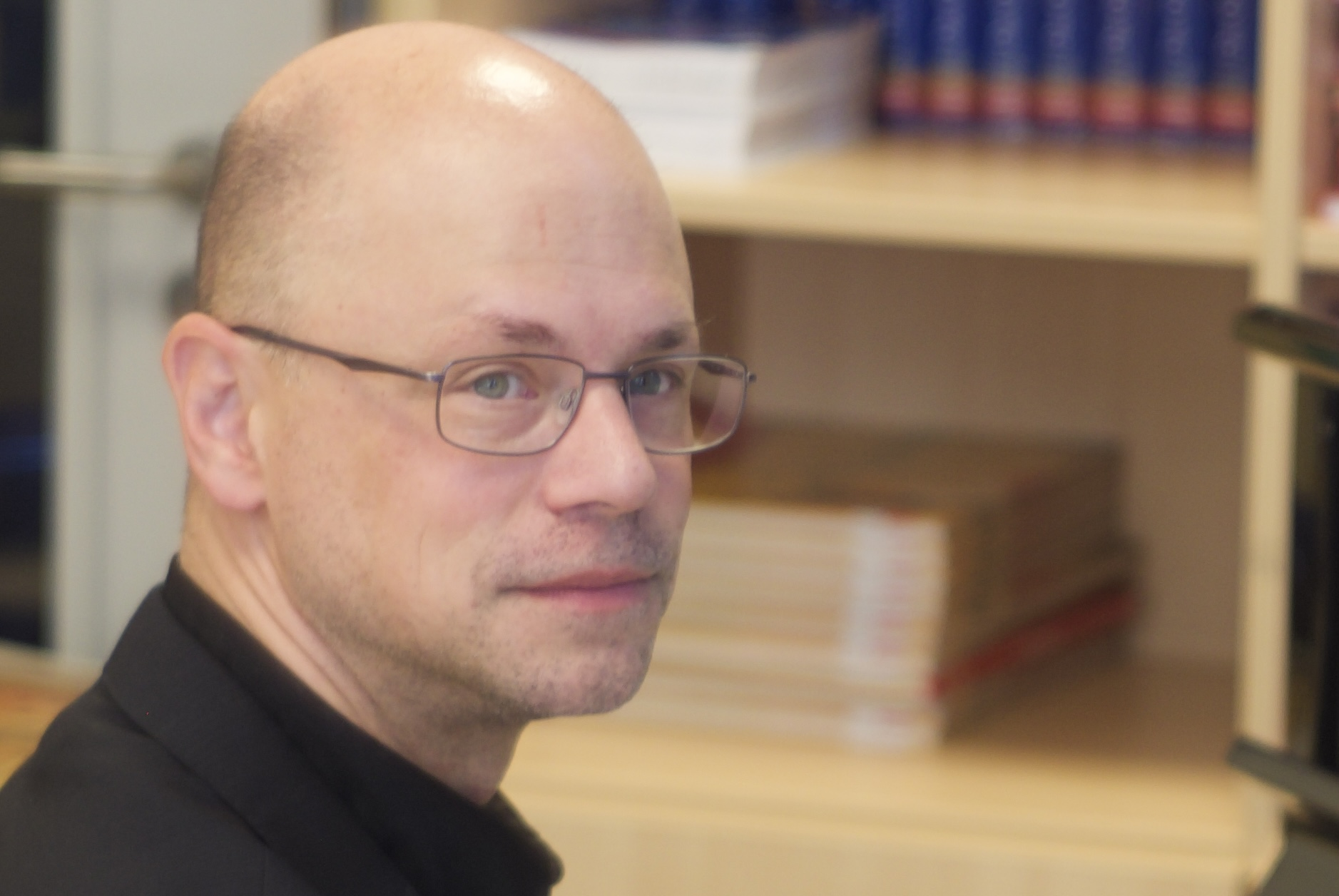
Thomas Hell, 2019

Thomas Christian Friedrich Hell (* 22. September 1970 in Hamburg) ist ein deutscher Pianist und Hochschullehrer.

## Leben und Wirken
Hell wurde 1970 in Hamburg geboren. Er legte das Diplom als Klavierpädagoge, die künstlerische Reifeprüfung und das Konzertexamen im Fach Klavier an der Hochschule für Musik und Theater Hannover in der Klasse von David Wilde ab, ebenso das Diplom in Musiktheorie bei Reinhard Febel. Weitere wichtige künstlerische Impulse erhielt er von Erika Haase, Conrad Hansen, Klaus Hellwig, David Levine, Günter Ludwig und Colette Zérah.
Eine ausgedehnte solistische und kammermusikalische Tätigkeit führte ihn neben Konzerten in Europa auch nach Japan, China und Russland. Thomas Hell beherrscht neben dem Standardrepertoire einen Großteil der Klaviermusik des 20./21. Jahrhunderts. Er veröffentlichte zahlreiche CDs und machte Aufnahmen für deutsche Rundfunkanstalten. 2012 legte er eine Gesamtaufnahme der Études pour piano von György Ligeti vor.

## Lehrtätigkeit
Nach Lehrtätigkeiten an der Hochschule für Musik, Theater und Medien Hannover und der Staatlichen Hochschule für Musik und Darstellende Kunst Stuttgart nahm Thomas Hell 2016 den Ruf auf eine Professur für Klavier und Klavierkammermusik an der Hochschule für Musik Mainz an. Daneben gibt er Klavier-Meisterkurse im In- und Ausland, u. a. in China, am Kunitachi College of Music (Tokio), am Tokyo College of Music, an der Royal Academy of Music (Aarhus) und an der Iceland Academy of the Arts und ist Juror in verschiedenen Klavierwettbewerben.

## Auszeichnungen
Hell gewann zahlreiche Preise bei internationalen Klavierwettbewerben, darunter im Jahr 1996 den 1. Preis beim Concours International de Piano d’Orléans.
Im Jahr 2010 und 2012 erhielt er Preise des Preises der deutschen Schallplattenkritik.

## Diskografie (Auswahl)
- Max Reger, Bach-Variationen op. 81, Robert Schumann, Humoreske op. 20 (2001, EigenArt)
- Hommage à Steuermann. His historic recording of Schoenberg's piano music. Works and arrangements by Eduard Steuermann, enthält neben den Werken Schönbergs Eduard Steuermann, Suite for Piano (Thomas Hell, Klavier), Bearbeitungen für zwei oder drei Klaviere von Eduard Steuermann nach Werken von Johann Strauß (Sohn), Francis Poulenc, Franz Schubert (Erika Haase mit Carmen Piazzini und Ulrike Moortgat-Pick, Klavier; 2009, Tacet)
- Béla Bartók, "The Violin Sonatas" mit Adrian Adlam (2011 EigenArt)
- Erich Wolfgang Korngold, String Sextet op. 10, Piano Quintett op. 15 (2012, Tacet)
- György Ligeti, Études pour piano Gesamtaufnahme (2012, Wergo)
- Charles Ives, Piano Sonata No. 2 "Concord, Mass. 1840-1860" (2016, Piano Classics)